# لو تشي كوان
لو تشي كوان (بالصينية: 羅志焜) (18 مارس 1981 في المملكة المتحدة - ) هو مدرب كرة قدم ولاعب كرة قدم صيني في مركز الوسط. شارك مع منتخب هونغ كونغ لكرة القدم. أما مع النوادي، فقد لعب مع نادي سون هي ونادي كيتشي وMetro Gallery FC ‏ ونادي إيسترن سبورتس وSouthern District FC ‏ وSai Kung Friends FC ‏.

## وصلات خارجية
- لو تشي كوان على موقع قاعدة بيانات كرة القدم.إي يو (الإنجليزية)
- لو تشي كوان على موقع ناشيونال فوتبول تيمز (الإنجليزية)